# 弗拉西内托波
弗拉西内托波（義大利語：Frassineto Po），是意大利亚历山德里亚省的一个市镇。总面积29.24平方公里，人口1464人，人口密度50.1人/平方公里（2009年）。ISTAT代码为006073。